# Adorjánháza
Adorjánháza è un comune dell'Ungheria di 471 abitanti (dati 2001). È situato nella contea di Veszprém.